# Tam giác kinh tế Hà Nội – Hải Phòng – Quảng Ninh
Tam giác kinh tế Hà Nội - Hải Phòng - Quảng Ninh là một khu vực kinh tế có ranh giới nối từ trung tâm thành phố Hà Nội, đi qua địa bàn tỉnh Hưng Yên và tỉnh Hải Dương đến địa điểm thứ hai là trung tâm thành phố Hải Phòng và địa điểm cuối cùng là trung tâm thành phố Hạ Long của tỉnh Quảng Ninh, sau đó nối qua địa bàn thành phố Uông Bí và thị xã Quảng Yên của tỉnh Quảng Ninh, thành phố Chí Linh của tỉnh Hải Dương, qua địa bàn tỉnh Bắc Ninh và cuối cùng quay về thủ đô Hà Nội.
Tam giác kinh tế Hà Nội - Hải Phòng - Quảng Ninh là một trong hai vùng tam giác kinh tế lớn nhất Việt Nam cùng với tam giác kinh tế Tp. Hồ Chí Minh - Biên Hòa - Vũng Tàu. Khu vực tam giác kinh tế Hà Nội - Hải Phòng - Quảng Ninh là khu tam giác kinh tế lớn nhất miền bắc.